# Tim Ream
Timothy Michael "Tim" Ream, (5 d'octubre de 1987) és un futbolista estatunidenc que actualment juga pel Fulham FC de la Premier League i per la selecció nacional dels Estats Units. Normalment juga de defensa central.